# Пилипенко Віталій Миколайович
Вітал́ій Микола́йович Пилипе́нко — полковник Збройних сил України, учасник російсько-української війни.

## Нагороди
19 липня 2014 року — за особисту мужність і героїзм, виявлені у захисті державного суверенітету та територіальної цілісності України, вірність військовій присязі під час російсько-української війни, відзначений — нагороджений орденом Богдана Хмельницького III ступеня.